# Рональд Келлер
Рональд Келлер(англ. Ronald Keller) — нідерландський дипломат. Надзвичайний і Повноважний Посол Нідерландів в Україні (2005–2009).

## Життєпис

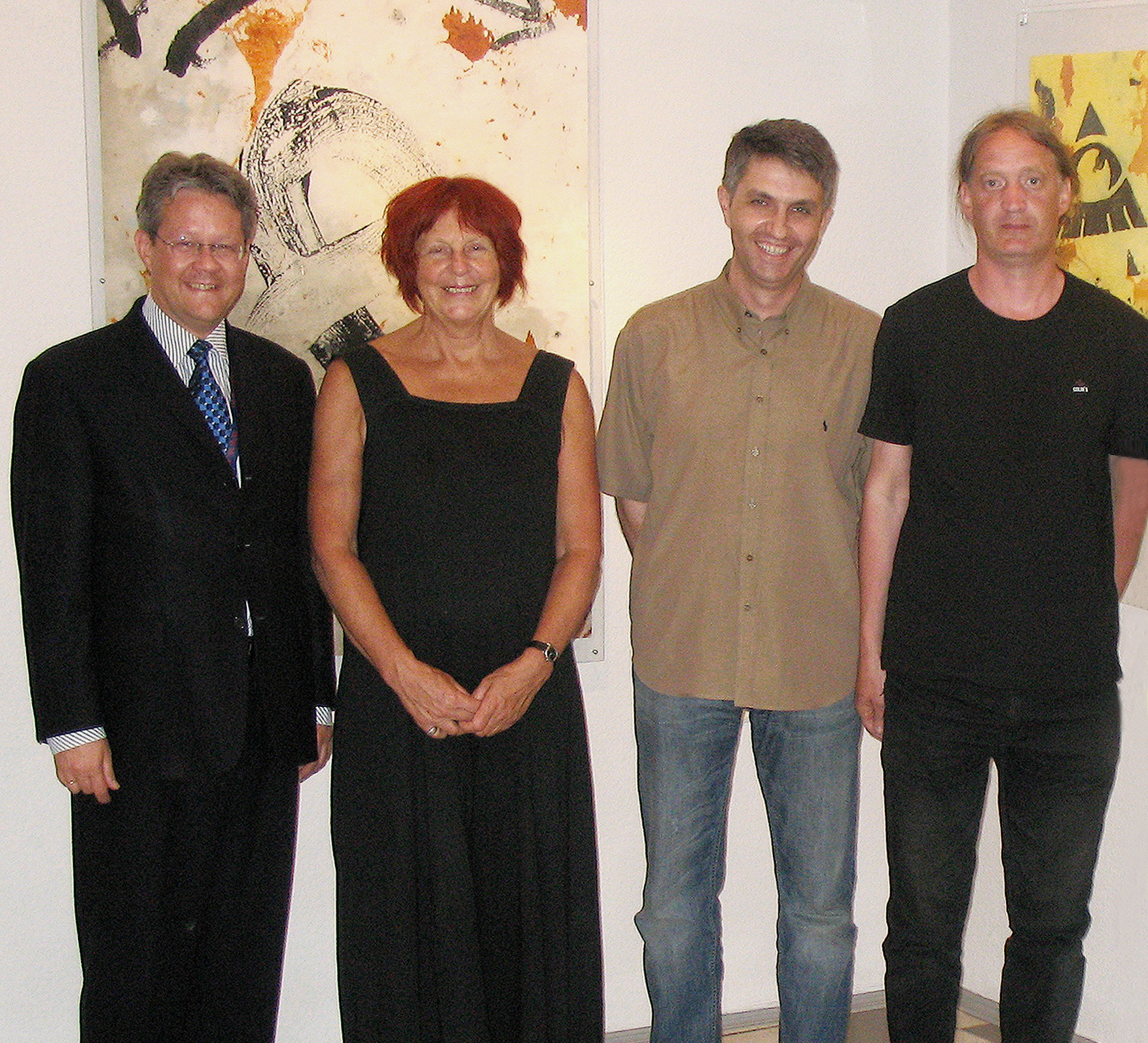
На фото: Посол Королівства Нідерланди в Україні Рональд Келлер, Жозе ван Туберген, Юрій Круліковський та Рене ван Кемпен, Київ, 2007

Народився 27 березня 1958 року. У 1983 році закінчив Університет Амстердама, економіст.
Рональд Келлер — всебічно обізнаний дипломат, добре розуміється не тільки на політиці й економіці, а й на творах сучасного мистецтва, в якому цінує комунікативність, що зближує народи на основі добра й миру.
У 1988—2000 рр. — працював у Міністерстві фінансів Нідерландів. У 1991—1994 рр. — перший нідерландський виконавчий директор в Європейському банку реконструкції і розвитку в Лондоні.
У 2000—2005 рр. — Генеральний директор міжнародного співробітництва.
У 2005—2009 рр. — Надзвичайний і Повноважний Посол Нідерландів в Україні. Надзвичайний і Повноважний Посол Нідерландів в Молдові за сумісництвом. 07.09.2005 — вручив вірчі грамоти Президенту України Віктору Ющенку.
У 2007 році —сприяв проведенню виставки «De profundis»  голландських художників Жозеван Туберген та  Рене ван Кемпена у   Києві, з кураторами  Ю. Круліковським і  О.Голуб, у галереї Фонду сприяння розвитку мистецтв..   
У 2009—2013 рр. — Надзвичайний і Повноважний Посол Нідерландів в Росії та в Узбекистані і Туркменістані за сумісництвом.
У 2013—2015 рр. — Надзвичайний і Повноважний Посол Нідерландів в Туреччині.
З 2015 року — Надзвичайний і Повноважний Посол Нідерландів в КНР та Монголії за сумісництвом.